# The Patrician
The Patrician es el primer título de la serie Patrician, publicado para DOS, Amiga y Atari ST por Ascaron Entertainment en el año 1992.
En este juego, el jugador asume el papel de un comerciante de la Liga Hanseática cuyo objetivo es la acumulación de riquezas mediante el comercio naval conforme a la ley de la oferta y la demanda, junto a la obtención de popularidad necesaria para llegar a ser gobernador. Se podía jugar con hasta cuatro jugadores.
El juego, que fue el primero que desarrolló Ascaron, tuvo una acogida muy pobre, por lo que solo se tradujo al inglés, al español, al francés y al alemán. Pese a ello, su concepto triunfó con sus secuelas, ya en Microsoft Windows y con el apoyo de FX Interactive.